# Bromus madritensis
Il forasacco dei muri (Bromus madritensis L., 1755) è una pianta angiosperma monocotiledone appartenente alla famiglia delle Poacee (o Gramineae, nom. cons.).

## Etimologia
Il nome generico (bromus) deriva dalla lingua greca ed è un nome antico per l'avena. L'epiteto specifico (madritensis) significa "di o da Madrid" (dal latino mediovale "Matritum").
Il nome scientifico della specie è stato definito da Linneo (1707 – 1778), biologo svedese considerato il padre della moderna classificazione scientifica degli organismi viventi, nella pubblicazione "Centuria I. Plantarum" (Cent. Pl. I. 5 - 1755) del 1755.

## Descrizione

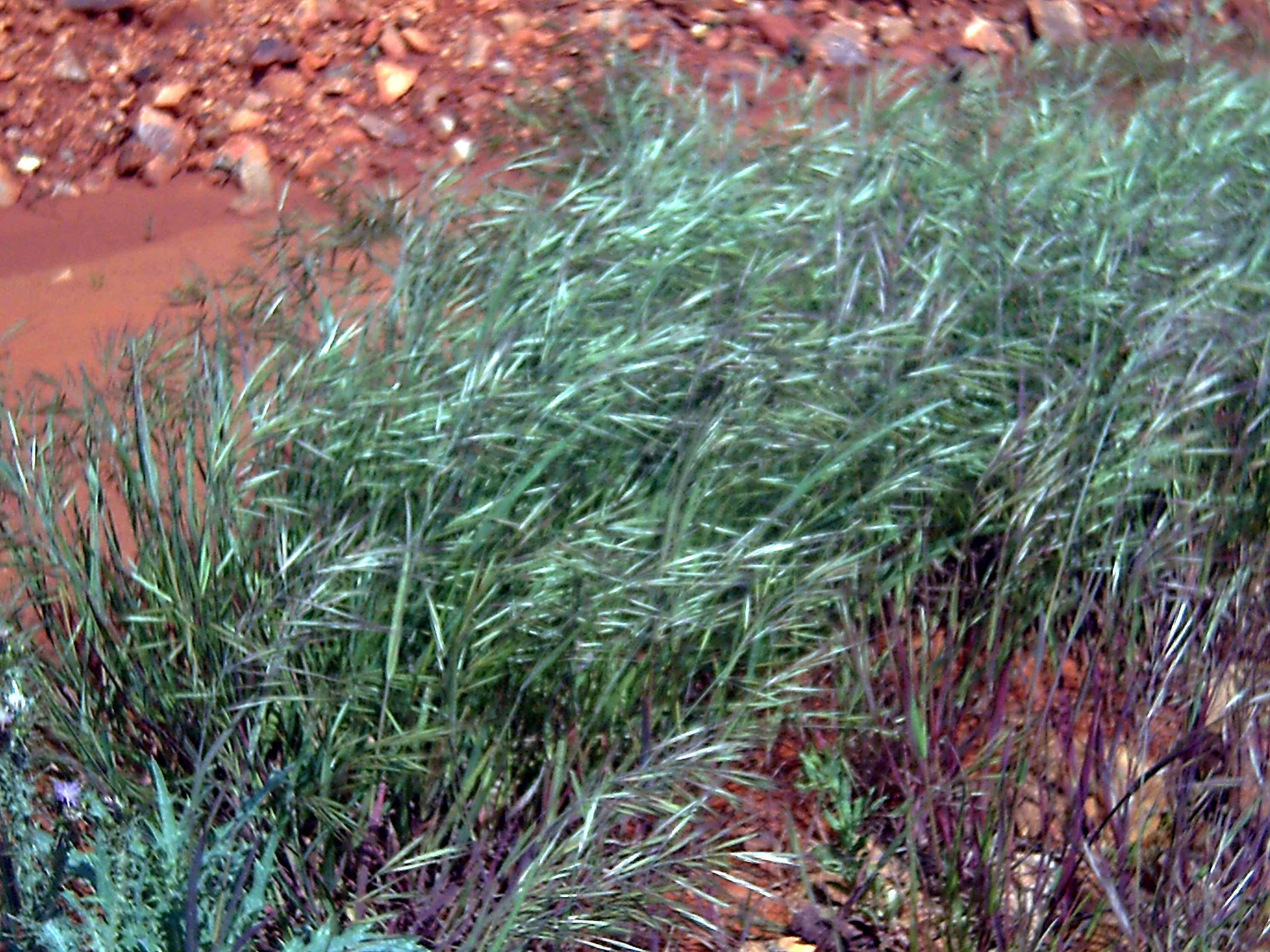
Il portamento

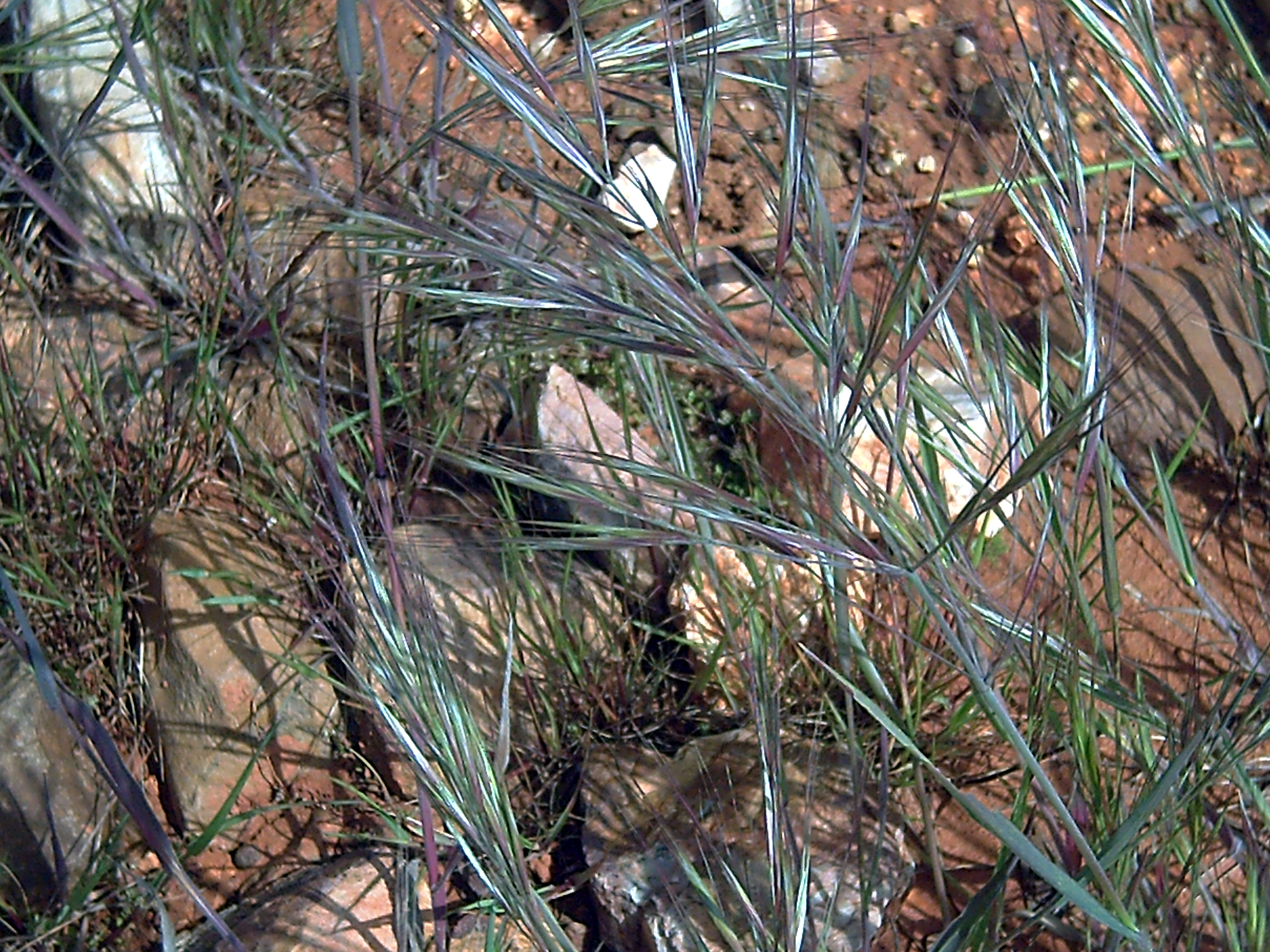
Le foglie

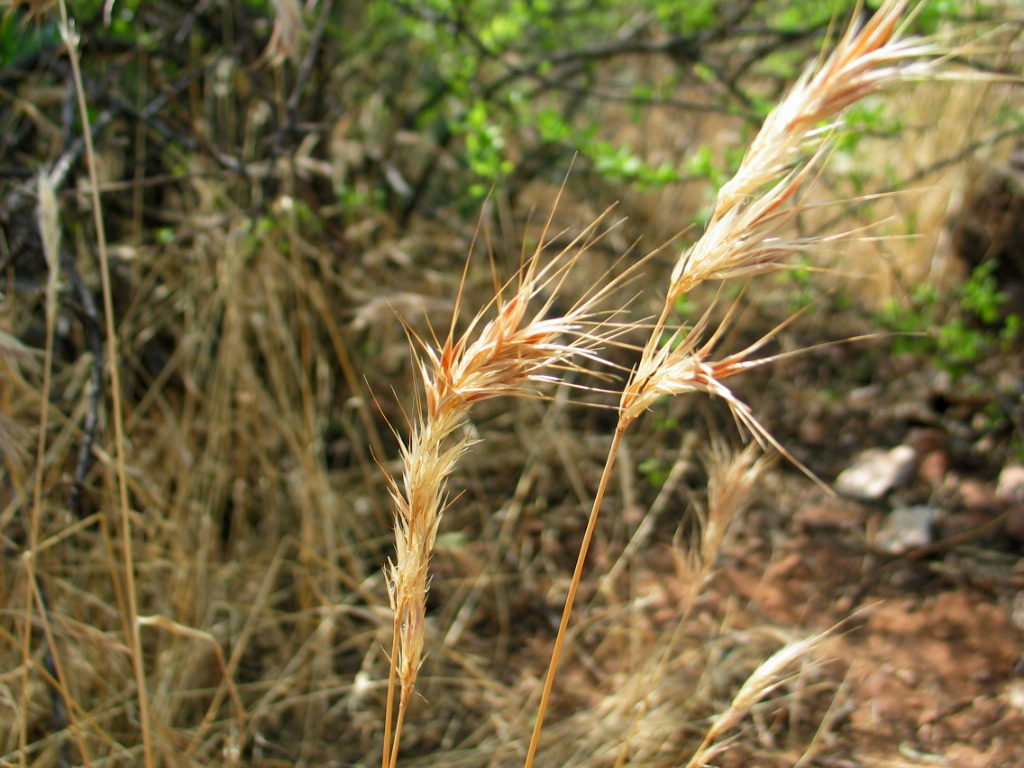
Infiorescenza

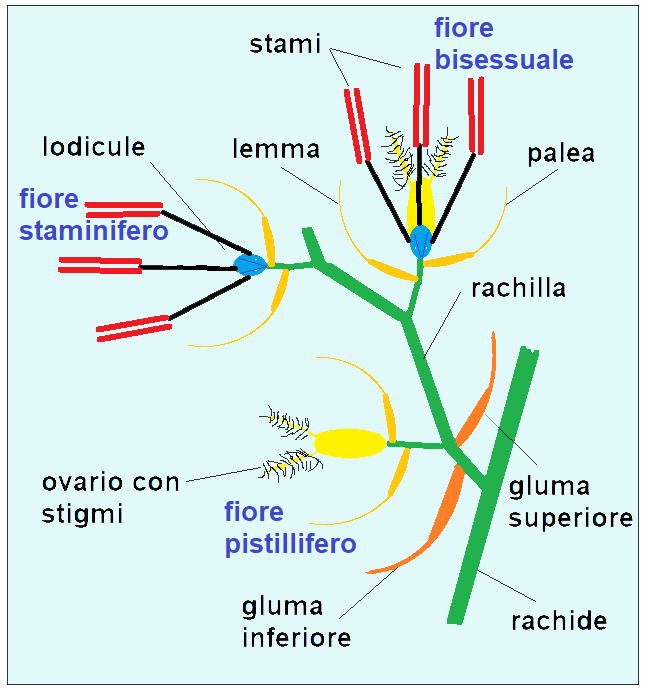
Spighetta generica con tre fiori diversi

Queste piante arrivano ad una altezza di 1 - 6 dm. La forma biologica è terofita scaposa (T scap), ossia in generale sono piante erbacee che differiscono dalle altre forme biologiche poiché, essendo annuali, superano la stagione avversa sotto forma di seme e sono munite di asse fiorale eretto e spesso privo di foglie. Inoltre è una specie cleistogama (l'apparato maschile è ridotto) e facilmente si riproduce per autoimpollinazione.

### Radici
Le radici sono per lo più fascicolate; a volte sono secondarie da rizoma.

### Fusto
I culmi sono cavi a sezione più o meno rotonda. Il portamento in genere è ginocchiato-ascendente, incurvato in alto. La superficie è liscia e glabra.

### Foglie
Le foglie lungo il culmo sono disposte in modo alterno, sono distiche e si originano dai vari nodi. Sono composte da una guaina, una ligula e una lamina. Le venature sono parallelinervie. Non sono presenti i pseudopiccioli e, nell'epidermide delle foglia, le papille.
- Guaina: la guaina è abbracciante il fusto e priva di auricole (o raramente auricolate); la superficie è densamente pubescente.
- Ligula: la ligula, acuta e più o meno sfrangiata, è membranosa e a volte è cigliata. Lunghezza: 2 mm,
- Lamina: la lamina ha delle forme generalmente lineari-lanceolate e piatte. La pubescenza è appressata per lungi peli patenti (2 – 3 mm di lunghezza); i peli sono presenti soprattutto sul bordo (scabroso) e verso la base. Dimensioni delle foglie: larghezza 2 – 4 mm; lunghezza 20 cm.

### Infiorescenza
Infiorescenza principale (sinfiorescenza o semplicemente spiga): le infiorescenze, ascellari e terminali, in genere sono ramificate (2 - 3 rami per nodo) e sono formate da alcune spighette erette o eretto-patenti e peduncolate ed hanno la forma di una pannocchia densa e stretta. I rami sono lunghi 1 – 4 cm; gli inferiori sono fascicolati a 2 - 6. La fillotassi dell'inflorescenza inizialmente è a due livelli, anche se le successive ramificazioni la fa apparire a spirale. Lunghezza delle pannocchie: 5 – 15 cm.

### Spighetta
Infiorescenza secondaria (o spighetta): le spighette, lungamente pedicellate, compresse lateralmente, sottese da due brattee distiche e strettamente sovrapposte chiamate glume (inferiore e superiore), sono formate da 6 - 13 fiori. Possono essere presenti dei fiori sterili; in questo caso sono in posizione distale rispetto a quelli fertili. Alla base di ogni fiore sono presenti due brattee: la palea e il lemma. La disarticolazione avviene con la rottura della rachilla tra i fiori. Le spighette alla fruttificazione hanno un asse fragile. Lunghezza delle spighette: 2,5 – 4 cm (3 – 5 cm con le reste).
- Glume: le glume, persistenti, lanceolate o lineari e appuntite, sono disuguali (divise in inferiore e superiore). Possiedono alcune nervature longitudinali (1 - 3 quella inferiore e 3 - 5 quella superiore). Lunghezza delle glume: inferiore 9 – 10 mm; superiore 13 – 15 mm.
- Palea: la palea è un profillo con alcune venature; è cigliata o dentellata sui bordi.
- Lemma: il lemma, lineare-lanceolato, all'apice è dentellato; il dorso, percorso da 7 nervature, è scabro per aculei rivolti verso l'alto; la resta è lunga 20 – 25 mm (nei lemmi superiori è abbreviata). Alla fruttificazione diventa bruno-violaceo. Lunghezza del lemma 15 – 17 mm (dalla base ai dentelli apicali).

### Fiori
I fiori fertili sono attinomorfi formati da 3 verticilli: perianzio ridotto, androceo  e gineceo.
- Formula fiorale:[8]

*, P 2, A (1-)3(-6), G (2–3) supero, cariosside.
- Il perianzio è ridotto e formato da due lodicule, delle squame traslucide, poco visibili (forse relitto di un verticillo di 3 sepali). Le lodicule sono membranose e non vascolarizzate.
- L'androceo è composto da 2 stami ognuno con un breve filamento libero, una - due antere purpureo-violacee. Le antere (1 - 2) sono basifisse con deiscenza laterale e sono lunghe 0,7 - 0,9 mm e colorate di purpureo-violaceo. Il polline è monoporato.
- Il gineceo è composto da 3-(2) carpelli connati formanti un ovario supero. L'ovario, pubescente all'apice, ha un solo loculo con un solo ovulo subapicale (o quasi basale). L'ovulo è anfitropo e semianatropo e tenuinucellato o crassinucellato. Lo stilo, che si origina dal lato abassiale dell'ovario, è breve con due stigmi papillosi e distinti.
- Fioritura: da marzo a maggio (giugno).

### Frutti
I frutti sono del tipo cariosside, ossia sono dei piccoli chicchi indeiscenti colorati di marrone scuro, con forme ovoidali, nei quali il pericarpo è formato da una sottile parete che circonda il singolo seme. In particolare il pericarpo è fuso al seme ed è aderente. L'endocarpo non è indurito e l'ilo è lungo e lineare. L'embrione è piccolo e provvisto di epiblasto ha un solo cotiledone altamente modificato (scutello senza fessura) in posizione laterale. I margini embrionali della foglia non si sovrappongono. I cariossidi alla fruttificazione sono sottili.

## Biologia
Come gran parte delle Poaceae, le specie di questo genere si riproducono per impollinazione anemogama. Gli stigmi più o meno piumosi sono una caratteristica importante per catturare meglio il polline aereo. La dispersione dei semi avviene inizialmente a opera del vento (dispersione anemocora) e una volta giunti a terra grazie all'azione di insetti come le formiche (mirmecoria). In particolare i frutti di queste erbe possono sopravvivere al passaggio attraverso le budella dei mammiferi e possono essere trovati a germogliare nello sterco.

## Distribuzione e habitat

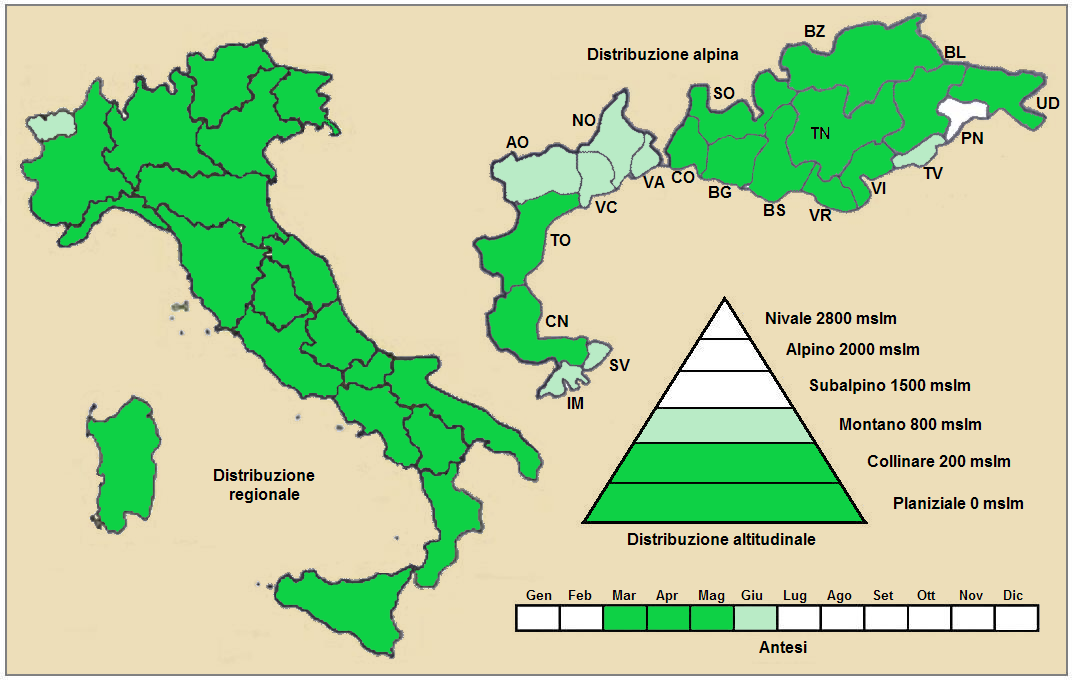
Distribuzione regionale – Distribuzione alpina

- Geoelemento: il tipo corologico (area di origine) è Euri-Mediterraneo.
- Distribuzione: in Italia è comune su tutto il territorio. Nelle Alpi la distribuzione è discontinua (rara al centro). Fuori dall'Italia, sempre nelle Alpi, questa specie si trova in Francia (tutti i dipartimenti alpini). Sugli altri rilievi europei collegati alle Alpi si trova nel Massiccio del Giura, Massiccio Centrale, Pirenei e Monti Balcani.[16] Nel resto dell'Europa e dell'areale del Mediterraneo questa specie si trova nella parte occidentale dell'Europa, Penisola Balcanica meridionale, Transcaucasia, Anatolia, Asia mediterranea e Africa meridionale.[17] Fuori dall'Europa si trova in Cina, America, Iran e Iraq.[13]
- Habitat: gli habitat tipici per questa pianta sono gli ambienti ruderali, le aree incolte e i pascoli aridi; ma anche pendii soleggiati e luoghi erbosi sabbiosi asciutti. Il substrato preferito è calcareo ma anche siliceo con pH neutro, medi valori nutrizionali del terreno che deve essere arido.[16]
- Distribuzione altitudinale: sui rilievi queste piante si possono trovare fino a 800 m s.l.m. (in Sicilia fino a 1.700 m s.l.m.[4]; in Asia fino a 3.500 m s.l.m.[13]); nelle Alpi frequentano quindi i seguenti piani vegetazionali: collinare e in parte quello montano (oltre a quello planiziale – a livello del mare).

### Fitosociologia

#### Areale alpino
Dal punto di vista fitosociologico alpino Bromus madritensis appartiene alla seguente comunità vegetale:
- Formazione: delle comunità terofiche pioniere nitrofile
  - Classe: Stellarietea mediae

#### Areale italiano
Per l'areale completo italiano Bromus madritensis appartiene alla seguente comunità vegetale:
- Macrotipologia: vegetazione erbacea sinantropica, ruderale e megaforbieti
  - Subclasse: Chenopodio-Stellarienea Rivas Goday, 1956
    - Ordine: Thero-Brometalia (Rivas Goday & Rivas-Martínez ex Esteve 1973) O. Bolòs, 1975
      - Alleanza: Fedio graciliflorae-Convolvulion cupaniani Cupaniani Brullo & Spampinato, 1986

Descrizione. L'alleanza Fedio graciliflorae-Convolvulion cupaniani è relativa alle comunità terofitiche, termoxerofile e subnitrofile collegate ai vigneti e in genere alle aree agricole ed incolte (campi abbandonati e margini stradali) su terreni argillosi e limosi, da neutri ad alcalini. I cicli biologici sono primaverili mentre i piani bioclimatici sono del tipo termo- e mesomediterraneo. La distribuzione di questa cenosi è relativa alla Sicilia nord-occidentale.
Specie presenti nell'associazione: Echium plantagineum, Bromus hordeaceus, Bromus madritensis, Medicago hispida, Galactites tomentosa, Avena barbata, Dasypyrum villosum, Trifolium angustifolium, Silene fuscata, Hedysarum coronarium, Convolvulus cupanianus, Vulpia ligustica, Sonchus oleraceus, Brassica sylvestris, Cerinthe major, Fedia graciliflora, Geranium dissectum, Medicago intertexta, Melilotus infesta, Ranunculus ficaria, Scorpiurus vermiculatus, Senecio leucanthemifolius e Vicia sicula.
Altre alleanze per questa specie sono:
- Hordeion leporini Br.-Bl. in Br.-Bl., Gajewski, Wraber & Walas, 1936

## Tassonomia
La famiglia delle Poacee comprende circa 800 generi e oltre 9.000 specie. È una delle famiglie più numerose e più importanti del gruppo delle monocotiledoni. La famiglia è suddivisa in 12 sottofamiglie, il genere Bromus fa parte della sottofamiglia Pooideae ed è l'unico genere della tribù Bromeae.

### Filogenesi
La tribù Bromeae fa parte della supertribù Triticodae T.D. Macfarl. & L. Watson, 1982. La supertribù Triticodae comprende tre tribù: Littledaleeae, Hordeeae e Bromeae. All'interno della supertribù, la tribù Bromeae forma un "gruppo fratello" con la tribù Hordeeae.
I Bromus della flora spontanea italiana sono suddivisi in tre gruppi (o subgeneri) distinti: Festucaria G. et G., Anisantha Koch e Bromus s.s. La specie di questa voce appartiene al gruppo Anisantha. Il ciclo biologico di queste piante è annuo con un aspetto molto diverso dalle specie del genere Festuca. A maturità le spighette si allargano all'apice. Le nervature delle due glume (con forme lanceolate o lineari lunghe 9 – 25 mm) sono diverse: quella inferiore ha una sola nervatura; quella superiore è trinervia. La resta dei lemmi (con forme lineari o lanceolate e lunghi complessivamente 30 – 80 mm) è inserita tra i due dentelli apicali del lemma stesso ed è più lunga della parte laminare. In alcune checklist queste specie possono essere descritte in un genere diverso (Anisantha).
Altri studi descrivono questa specie nella sezione Genea Dumort. (il ciclo biologico è annuale; la gluma inferiore ha una sola vena; la pubescenza sporge dalla punta del lemma per almeno 1,5 mm). In Italia nella stessa sezione sono presenti le specie: Bromus diandrus Roth, 1787, Bromus rubens L.,  e Bromus sterilis L. e Bromus tectorum L.. Da analisi di tipo filogenetico sul DNA la specie di questa voce con la specie B. diandrus forma un "gruppo fratello"..
Il numero cromosomico delle specie B. madritensis è: 2n = (14) e 28.

### Ibridi, varietà e sottospecie
Il gruppo di piante Bromus sterilis L., Bromus rigidus Roth, Bromus diandrus Roth e quella di questa voce sono molto simili tra di loro. Spesso sono presenti delle piante con aspetto intermedio, probabilmente degli ibridi. Alcuni Autori le segregano in un genere a parte: Anisantha. Rispetto al numero di cromosomi, B. madritensis è intermedio fra queste specie: B. sterilis è diploide (2n = 14), B. rigidus e B. diandrus sono esaploidi (2n = 42); potrebbe essere un ibrido fissato per introgressione.
I taxa intermedi tra B. sterilis e B. madritensis sono indicati come var. ambiguus Coss. e Dur.; mentre quelli tra B. madritensis è B. rigidus come B. x husnotii Cumus..
Per questa specie sono indicate le seguenti due sottospecie (non sempre riconosciute valide da altre checklist):
- Bromus madritensis subsp. haussknechtii Boiss., 1884 - Distribuzione: Transcaucasia, Asia mediterranea e Egitto.[26]
- Bromus madritensis subsp. tefedeticus Quézel, 1956 - Distribuzione: Marocco.[27]

### Sinonimi
Questa entità ha avuto nel tempo diverse nomenclature. L'elenco seguente indica alcuni tra i sinonimi più frequenti:
- Anisantha madritensis (L.) Nevski
- Anisantha madritensis var. ciliata (Guss.) Tzvelev
- Anisantha madritensis subsp. tefedetica (Quézel) H.Scholz & Valdés
- Bromus arenaceus Pourr.
- Bromus asperrimus Ten.
- Bromus decipiens Cav.
- Bromus diandrus Curtis
- Bromus digitatus Poir. ex P.Beauv.
- Bromus dilatatus Lam.
- Bromus gynandrus Roth
- Bromus madritensis var. ambiguus Coss. & Durieu
- Bromus madritensis var. ciliatus Guss.
- Bromus madritensis var. curtisii Bab. ex Syme
- Bromus madritensis var. diandrus Hook.f.
- Bromus madritensis var. glabriculmis Maire & Weiller
- Bromus madritensis var. monandrus Guss.
- Bromus madritensis f. persterilis Cugnac & A.Camus
- Bromus madritensis var. pubiculmis Maire & Weiller
- Bromus madritensis var. purpureus Lojac.
- Bromus madritensis subsp. tefedeticus Quézel
- Bromus madritensis var. victorinii Maire
- Bromus madritensis var. villiglumis Maire & Weiller
- Bromus madritensis var. villosissimus Maire
- Bromus matritensis L. ex Roem. & Schult.
- Bromus maximus Roth
- Bromus medritensis var. glabriglumis Maire & Weiller
- Bromus multispicatus Roem. & Schult.
- Bromus muralis Huds.
- Bromus myrthensis Lojac.
- Bromus polystachyus DC.
- Bromus rochelianus Opiz
- Bromus rubens var. polystachius (DC.) Mutel
- Bromus sterilis f. diandrus (Hook.f.) Kuntze
- Bromus sterilis var. madritensis (L.) Kuntze
- Bromus sterilis f. varius (Brot.) Kuntze
- Bromus varius Brot.
- Bromus villosus Forssk.
- Festuca madritensis (L.) Desf.
- Festuca matritensis (L.) Desf.
- Forasaccus arenaceus (Pourr.) Bubani
- Forasaccus diandrus (Hook.f.) Bubani
- Genea madritensis (L.) Dumort.
- Zerna madritensis (L.) Panz.
- Zerna madritensis (L.) Panz. ex B.D. Jacks.
- Zerna madritensis (L.) Gray